# Viêm nội mạc tử cung

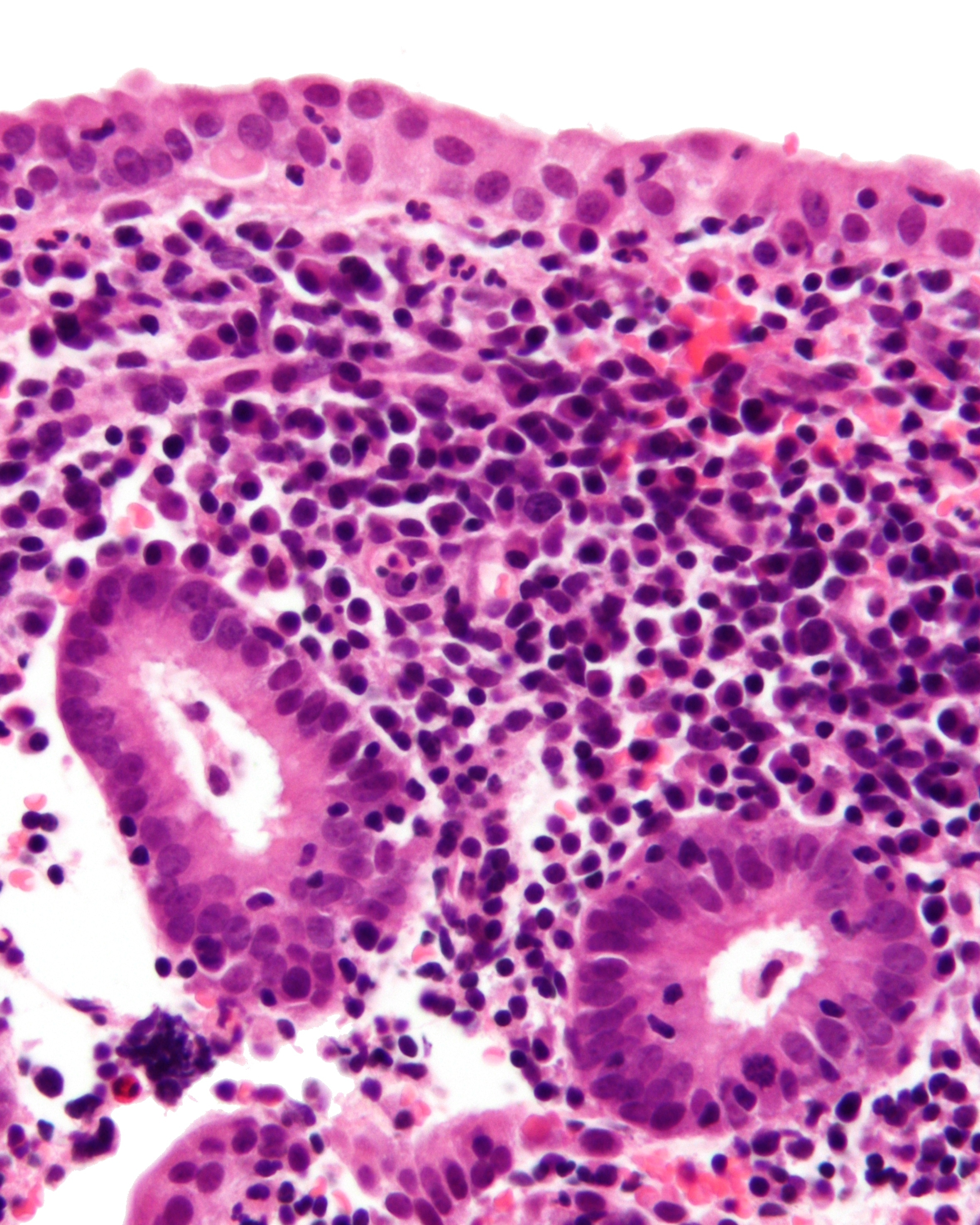
Ảnh vi mô phóng đại rất cao của viêm nội mạc tử cung. Vết bẩn H & E. Hình ảnh cho thấy nội mạc tử cung có nhiều tế bào plasma (chẩn đoán viêm nội mạc tử cung mãn tính) và bạch cầu trung tính rải rác.

Viêm nội mạc tử cung là viêm niêm mạc bên trong tử cung (nội mạc tử cung). Các triệu chứng có thể bao gồm sốt, đau bụng dưới và chảy máu âm đạo bất thường hoặc khí hư. Đây là nguyên nhân phổ biến nhất của nhiễm trùng sau khi sinh con. Nó cũng là một phần của dải phổ các bệnh tạo nên bệnh viêm vùng chậu.
Viêm nội mạc tử cung được chia thành các dạng viêm cấp tính và viêm mãn tính. Dạng cấp tính thường là do nhiễm trùng đi qua cổ tử cung do phá thai, trong thời kỳ kinh nguyệt, sau khi sinh con hoặc do thụt rửa hoặc đặt vòng tránh thai. Các yếu tố nguy cơ viêm nội mạc tử cung sau sinh bao gồm mổ lấy thai và vỡ màng ối kéo dài. Viêm nội mạc tử cung mãn tính phổ biến hơn sau khi mãn kinh. Chẩn đoán có thể được xác nhận bằng sinh thiết nội mạc tử cung. Siêu âm có thể hữu ích để xác minh rằng không có mô giữ lại trong tử cung.
Điều trị viêm này thường bằng cách dùng kháng sinh. Việc điều trị viêm nội mạc tử cung sau khi sinh thường bao gồm clindamycin với gentamicin. Xét nghiệm và điều trị bệnh lậu và chlamydia ở những người có nguy cơ cũng được khuyến nghị thực hiện. Bệnh mãn tính có thể được điều trị bằng doxycycline. Kết quả điều trị nói chung là tốt.
Tỷ lệ của viêm nội mạc tử cung là khoảng 2% sau sinh qua âm đạo, 10% sau mổ lấy thai theo lịch và 30% khi vỡ màng ối trước khi mổ lấy thai nếu không sử dụng kháng sinh phòng ngừa. Thuật ngữ "endomyometritis" có thể được dùng khi viêm nội mạc tử cung và xuất hiện viêm cơ tử cung. Tình trạng này cũng tương đối phổ biến ở các động vật khác như bò.

## Viêm nội mạc tử cung cấp tính
Viêm nội mạc tử cung cấp tính được đặc trưng bởi nhiễm trùng.Các vi khuẩn bị cô lập nhất được cho là do phá thai bị tổn thương, khi sinh nở, dụng cụ y tế và giữ lại các mảnh nhau thai. Không có đủ bằng chứng cho việc sử dụng kháng sinh dự phòng để ngăn ngừa viêm nội mạc tử cung sau khi loại bỏ nhau thai bằng tay trong sinh thường. Về mặt mô học, thâm nhiễm bạch cầu trung tính của nội mạc tử cung xuất hiện trong viêm nội mạc tử cung cấp tính. Biểu hiện lâm sàng thường là sốt cao và khí hư có mủ. Kinh nguyệt sau viêm nội mạc tử cung là quá nhiều và trong trường hợp không biến chứng có thể giải quyết sau 2 tuần điều trị bằng kháng sinh tiêm tĩnh mạch clindamycin và gentamicin.